# Aurgazinskij rajon
L'Aurgazinskij rajon (in russo Аургазинский район?) è un municipal'nyj rajon della Repubblica della Baschiria, nella Russia europea.